# Ashley Cooper (tennisspelare)
Ashley John Cooper, född 15 september 1936 i Melbourne, död 22 maj 2020 i Melbourne, var en australiensisk tennisspelare. 
Cooper rankades bland de 10 bästa spelarna i världen 1956–1958, de två sista säsongerna var han världsetta bland amatörer. År 1958 blev Cooper professionell och spelade i Jack Kramers tenniscirkus. Ashley Cooper upptogs 1991 i International Tennis Hall of Fame.

## Tenniskarriären
Ashley Cooper vann totalt åtta Grand Slam-titlar under sin korta amatörkarriär. Fyra av titlarna vann han i herrsingel och fyra i dubbel. År 1958 vann han tre av de fyra GS-titlarna i singel. Som professionell spelare från 1958 hade han måttlig framgång och han vann aldrig någon av de tre stora professionella tennismästerskapen.
År 1954, han var då knappt 18 år gammal, deltog han första gången i Wimbledonmästerskapen som ett led i en omfattande Europa-resa han gjorde tillsammans med flera landsmän, med syftet att utveckla spelskickligheten. År 1957 hade hans spel mognat tillräckligt för att ge honom singeltiteln i Australiska mästerskapen. I finalen besegrade han landsmannen Neale Fraser (6-3, 9-11, 6-4, 6-2). Samma år vann han dubbeltitlarna i Franska mästerskapen (med Malcolm Anderson) och Amerikanska mästerskapen (med Neale Fraser). Han spelade också final i herrsingel i Wimbledonmästerskapen som han dock förlorade mot Lew Hoad (2-6, 1-6, 2-6).
Året 1958 kom att bli hans bästa spelår. Han inledde med seger i herrsingeln i Australiska mästerskapen, där han i finalen besegrade Malcolm Anderson. Han följde upp med dubbelseger tillsammans med Neale Fraser i samma turnering. I början av juni vann han åter dubbeltiteln i Franska mästerskapen, också med Fraser. Samma säsong, 1958, nådde han finalen i herrsingeln i Wimbledonmästerskapen, där han besegrade Neale Fraser (3-6, 6-3, 6-4, 13-11). Tillsammans med Neale Fraser spelade han också dubbelfinal i Wimbledon men förlorade mot det svenska paret Ulf Schmidt/Sven Davidson (4-6, 4-6, 6-8). Han avslutade dock spelåret med seger i Amerikanska mästerskapen (finalseger över Malcolm Anderson).
Cooper var uttagen till det australiska Davis Cup-laget redan 1955, men spelade sin första match först 1957. Han besegrade då amerikanen Vic Seixas i the Challenge Round och därmed hjälpte Australien att återta cup-titeln. Totalt spelade han fyra matcher i DC-sammanhang, av vilka han vann två.

## Spelaren och personen
Ashley Cooper började spela tennis som 10-åring, med sin pappa som tränare. Efter att 1953 ha vunnit Victoria hard court junior championships bestämde sig Cooper att satsa på tennis. Han spelade med mycket stor koncentration och beslutsamhet ett typiskt serve-volley-spel. Samtida kommentatorer ansåg att hans ständiga nätattacker ibland kunde förefalla ågot fantasilösa och mekaniska. 
Han gifte sig 1958 med den australiska "skönhetsdrottningen" Helen Wood. 

## Grand Slam-titlar
- Australiska mästerskapen
  - Singel - 1957, 1958
  - Dubbel - 1958
- Franska mästerskapen
  - Dubbel - 1957, 1958
- Wimbledonmästerskapen
  - Singel - 1958
- Amerikanska mästerskapen
  - Singel - 1958
  - Dubbel - 1957